# مدار ۶ درجه جنوبی
مدار ۶ درجه جنوبی، دایره‌ای از عرض جغرافیایی است که در ۶ درجهٔ جنوبی خط استوا  قرار دارد.

## گذر از مناطق
از نصف‌النهار مبدأ شروع می‌شود و به سمت مشرق ۶ درجه جنوبی از موارد زیر گذر می‌کند:
| مختصات‌ها                                           | کشور، قلمرو یا دریا   | توضیحات |
| -------------------------------------------------- | --------------------- | --- |
| ۶°۰′ جنوبی ۰°۰′ شرقی / ۶٫۰۰۰°جنوبی ۰٫۰۰۰°شرقی      | اقیانوس اطلس          | |
| ۶°۰′ جنوبی ۱۲°۲۴′ شرقی / ۶٫۰۰۰°جنوبی ۱۲٫۴۰۰°شرقی   | جمهوری دموکراتیک کنگو | |
| ۶°۰′ جنوبی ۱۲°۴۳′ شرقی / ۶٫۰۰۰°جنوبی ۱۲٫۷۱۷°شرقی   | آنگولا                | |
| ۶°۰′ جنوبی ۱۶°۳۶′ شرقی / ۶٫۰۰۰°جنوبی ۱۶٫۶۰۰°شرقی   | جمهوری دموکراتیک کنگو | |
| ۶°۰′ جنوبی ۲۹°۱۱′ شرقی / ۶٫۰۰۰°جنوبی ۲۹٫۱۸۳°شرقی   | دریاچه تانگانیکا      | |
| ۶°۰′ جنوبی ۲۹°۴۶′ شرقی / ۶٫۰۰۰°جنوبی ۲۹٫۷۶۷°شرقی   | تانزانیا              | |
| ۶°۰′ جنوبی ۳۸°۴۷′ شرقی / ۶٫۰۰۰°جنوبی ۳۸٫۷۸۳°شرقی   | اقیانوس هند           | زنگبار |
| ۶°۰′ جنوبی ۳۹°۱۱′ شرقی / ۶٫۰۰۰°جنوبی ۳۹٫۱۸۳°شرقی   | تانزانیا              | جزیرهٔ زنگبار |
| ۶°۰′ جنوبی ۳۹°۲۳′ شرقی / ۶٫۰۰۰°جنوبی ۳۹٫۳۸۳°شرقی   | اقیانوس هند           | Passing through the Amirante Islands, سیشل · گذرکردن از جنوب Île Platte, سیشل · گذرکردن از شمال Eagle Islands و Three Brothers, قلمرو اقیانوس هند بریتانیا · گذرکردن از جنوب جزیرهٔ سوماترا, اندونزی               |
| ۶°۰′ جنوبی ۱۰۵°۵۸′ شرقی / ۶٫۰۰۰°جنوبی ۱۰۵٫۹۶۷°شرقی | اندونزی               | جزیرهٔ جاوه |
| ۶°۰′ جنوبی ۱۰۶°۲۱′ شرقی / ۶٫۰۰۰°جنوبی ۱۰۶٫۳۵۰°شرقی | دریای جاوه            | |
| ۶°۰′ جنوبی ۱۰۷°۰′ شرقی / ۶٫۰۰۰°جنوبی ۱۰۷٫۰۰۰°شرقی  | اندونزی               | جزیرهٔ جاوه |
| ۶°۰′ جنوبی ۱۰۷°۲۲′ شرقی / ۶٫۰۰۰°جنوبی ۱۰۷٫۳۶۷°شرقی | دریای جاوه            | گذرکردن از جنوب جزیرهٔ Karimun Jawa, اندونزی · گذرکردن از جنوب جزیرهٔ Bawean, اندونزی |
| ۶°۰′ جنوبی ۱۲۰°۲۷′ شرقی / ۶٫۰۰۰°جنوبی ۱۲۰٫۴۵۰°شرقی | اندونزی               | جزیرهٔ Selayar |
| ۶°۰′ جنوبی ۱۲۰°۳۳′ شرقی / ۶٫۰۰۰°جنوبی ۱۲۰٫۵۵۰°شرقی | دریای باندا           | |
| ۶°۰′ جنوبی ۱۲۴°۳′ شرقی / ۶٫۰۰۰°جنوبی ۱۲۴٫۰۵۰°شرقی  | اندونزی               | جزیرهٔ Binongko |
| ۶°۰′ جنوبی ۱۲۴°۴′ شرقی / ۶٫۰۰۰°جنوبی ۱۲۴٫۰۶۷°شرقی  | دریای باندا           | |
| ۶°۰′ جنوبی ۱۳۲°۲۷′ شرقی / ۶٫۰۰۰°جنوبی ۱۳۲٫۴۵۰°شرقی | اندونزی               | جزیرهٔ Tanimbar Kei |
| ۶°۰′ جنوبی ۱۳۲°۲۸′ شرقی / ۶٫۰۰۰°جنوبی ۱۳۲٫۴۶۷°شرقی | دریای آرافورا         | گذرکردن از جنوب جزیرهٔ Kai Kecil و Kai Besar, اندونزی · گذرکردن از شمال جزیرهٔ Maikoor, اندونزی |
| ۶°۰′ جنوبی ۱۳۴°۱۸′ شرقی / ۶٫۰۰۰°جنوبی ۱۳۴٫۳۰۰°شرقی | اندونزی               | جزیرهٔ Tanahbesar و Kobroor |
| ۶°۰′ جنوبی ۱۳۴°۴۲′ شرقی / ۶٫۰۰۰°جنوبی ۱۳۴٫۷۰۰°شرقی | دریای آرافورا         | |
| ۶°۰′ جنوبی ۱۳۸°۱۹′ شرقی / ۶٫۰۰۰°جنوبی ۱۳۸٫۳۱۷°شرقی | اندونزی               | جزیرهٔ گینه نو |
| ۶°۰′ جنوبی ۱۴۱°۰′ شرقی / ۶٫۰۰۰°جنوبی ۱۴۱٫۰۰۰°شرقی  | پاپوآ گینه نو         | جزیرهٔ گینه نو |
| ۶°۰′ جنوبی ۱۴۷°۳۰′ شرقی / ۶٫۰۰۰°جنوبی ۱۴۷٫۵۰۰°شرقی | دریای سلیمان          | |
| ۶°۰′ جنوبی ۱۴۸°۵۴′ شرقی / ۶٫۰۰۰°جنوبی ۱۴۸٫۹۰۰°شرقی | پاپوآ گینه نو         | جزیرهٔ بریتانیای نو |
| ۶°۰′ جنوبی ۱۵۱°۳′ شرقی / ۶٫۰۰۰°جنوبی ۱۵۱٫۰۵۰°شرقی  | دریای سلیمان          | |
| ۶°۰′ جنوبی ۱۵۴°۴۸′ شرقی / ۶٫۰۰۰°جنوبی ۱۵۴٫۸۰۰°شرقی | پاپوآ گینه نو         | جزیره بوگنویل |
| ۶°۰′ جنوبی ۱۵۵°۲۴′ شرقی / ۶٫۰۰۰°جنوبی ۱۵۵٫۴۰۰°شرقی | اقیانوس آرام          | Passing between Roncador Reef و Ontong Java Atoll, جزایر سلیمان · Passing between نانومئا atoll and نانومانگا island, تووالو · گذرکردن از شمال نیوتائو island, تووالو · گذرکردن از جنوب Starbuck Island, کیریباتی |
| ۶°۰′ جنوبی ۸۱°۸′ غربی / ۶٫۰۰۰°جنوبی ۸۱٫۱۳۳°غربی    | پرو                   | |
| ۶°۰′ جنوبی ۷۳°۸′ غربی / ۶٫۰۰۰°جنوبی ۷۳٫۱۳۳°غربی    | برزیل                 | آمازوناس پارا توکانتینس مارانیائو پیاوی سئارا ریوگرانده دو نورتی |
| ۶°۰′ جنوبی ۳۵°۷′ غربی / ۶٫۰۰۰°جنوبی ۳۵٫۱۱۷°غربی    | اقیانوس اطلس          | |